# اتفاقية الشراكة الاقتصادية الشاملة بين أستراليا وإندونيسيا

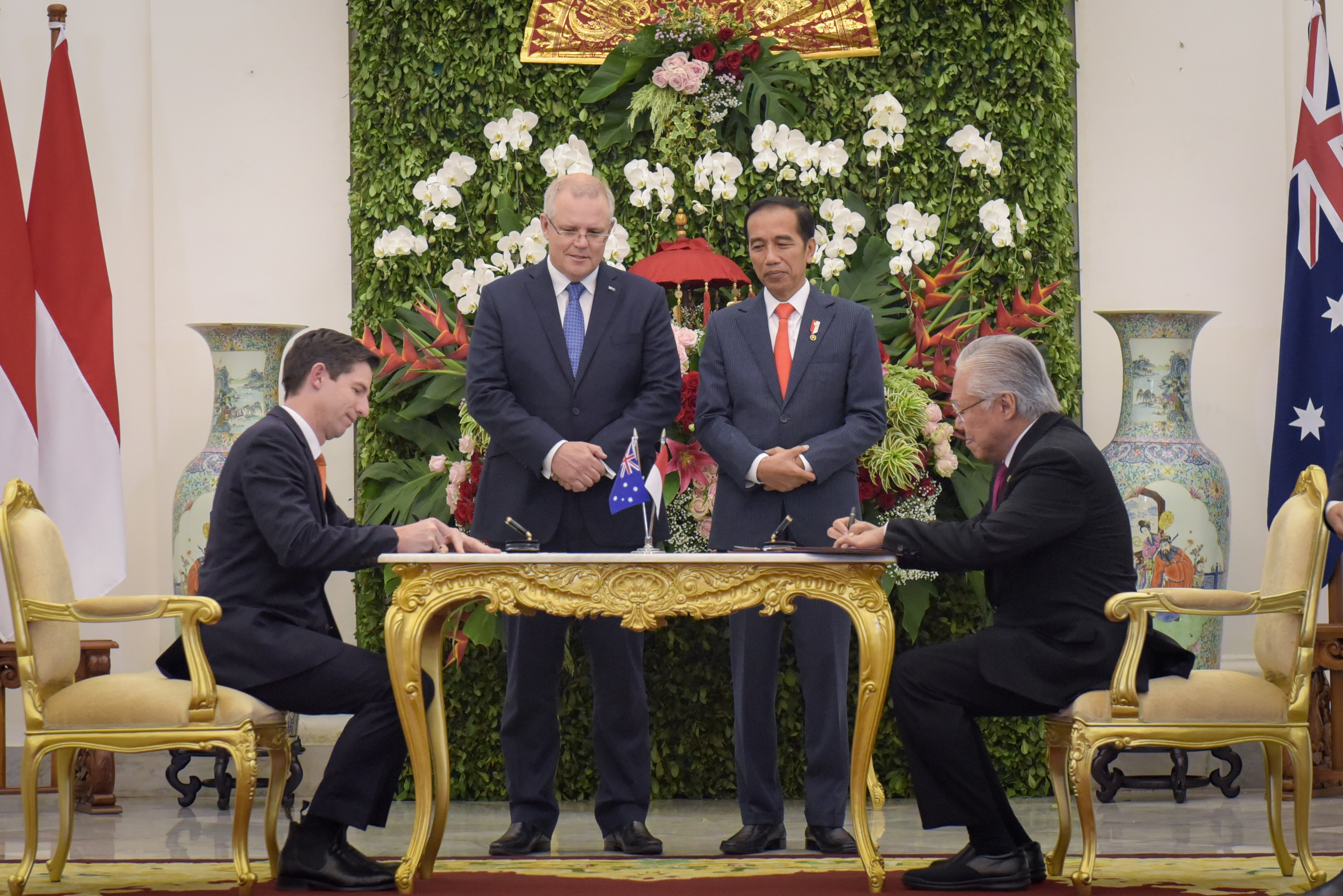

اتفاقية الشراكة الاقتصادية الشاملة بين أستراليا وإندونيسيا هو اتفاق ثنائي تم توقيعه بين أستراليا وإندونيسيا في شهر مارس 2019، صادقت عليه أستراليا في نوفمبر 2019 وإندونيسيا في فبراير 2020. تضمن الاتفاق اتفاقية تجارة حرة تزيل التعريفات من جميع المنتجات التي يتم تداولها بين البلدين تقريبًا، بالإضافة إلى تخفيف لوائح الاستثمار في إندونيسيا للشركات الأسترالية وزيادة حصة الإندونيسيين الباحثين عن التدريب المهني في أستراليا.

## الاتفاقيات
تحتوي اتفاقية الشراكة الاقتصادية الشاملة على فقرات بشأن التجارة الحرة الثنائية والاستثمارات وتأشيرات التدريب على المهارات وتحكيم المستثمرين والتجارة الإلكترونية وحماية الملكية الفكرية. ستقوم إندونيسيا بموجب الاتفاقية بإزالة التعريفات من جميع المنتجات الأسترالية التي يتم تصديرها إلى إندونيسيا تقريبًا بينما ستكون جميع المنتجات الإندونيسية المصدرة إلى أستراليا خالية من التعريفات. يُسمح للشركات الأسترالية بحصة أغلبية في شركات الاتصالات السلكية واللاسلكية والنقل والصحة والطاقة الإندونيسية. بالإضافة إلى ذلك سيتم زيادة عدد تأشيرات عطلة العمل التي يتم إصدارها للإندونيسيين سنويًا من 1000 إلى 4100 (لاحقًا إلى 5000 بحلول عام 2026)، وسيسمح للجامعات الأسترالية بفتح فروع كجامعات إندونيسية.
تتضمن الصفقة أيضًا حماية ضد التمييز والمصادرة، وتمنع مطوري البرمجيات من تسليم التعليمات البرمجية المصدر لبيع منتجاتهم. بالإضافة إلى ذلك مُنحت الشركات الأسترالية استثناءات من اللوائح الإندونيسية التي تتطلب من الأسواق عبر الإنترنت في إندونيسيا تخزين البيانات محليًا.

## التاريخ
بدأت المفاوضات التجارية الثنائية بين البلدين في نوفمبر 2010 مع الإعلان عن اتفاقية الشراكة الاقتصادية الشاملة نفسها في بيان مشترك، خلال رئاسة سوسيلو بامبانج يودويونو ورئيس الوزراء جوليا غيلارد. بعد عدة مؤتمرات واجتماعات طوال عام 2011 صدر بيان مشترك آخر عقب اجتماع في داروين في 3 يوليو 2012 يدعو إلى إطلاق مفاوضات الصفقة قبل نهاية ذلك العام. بعد ذلك توترت العلاقات بين البلدين (بسبب فضيحة التجسس الأسترالية لعام 2013 والإعدام الإندونيسي لعام 2015 للمواطنين الأستراليين)، وفي عام 2015 نفذت إندونيسيا تعريفة على واردات الماشية الأسترالية. في نهاية المطاف أعلن وزير التجارة الإندونيسي توماس ليمبونغ ونظيره الأسترالي ستيفن سيوبو عن استئناف المفاوضات في مارس 2016. قبل استئناف المحادثات عقدت أربع جولات من المفاوضات.
بحلول فبراير 2017 عقدت ست جولات من المفاوضات بين البلدين، والتزم كل من رئيس الوزراء الأسترالي مالكولم تيرنبول والرئيس الإندونيسي جوكو ويدودو بإنهاء المناقشات بحلول نهاية ذلك العام في مارس 2017. فشلت المفاوضات المستمرة على مدار العام في إكمال الصفقة بحلول نهاية عام 2017، والتي بلغ مجموعها عشر جولات بحلول نوفمبر. في مارس 2018 اعترف وزير الخارجية الإندونيسي ريتنو مارسودي بأن المفاوضين ما زالوا يحاولون حل بعض القضايا ونقل الموعد النهائي إلى نهاية عام 2018. كان يهدف وزير التجارة الإندونيسي إلى توقيع الاتفاقية بحلول نوفمبر 2018 في أبريل.
خلال أول زيارة أجنبية قام بها سكوت موريسون إلى جاكرتا، أعلن هو وجوكووي اتفاقًا بشأن اتفاقية الشراكة الاقتصادية الشاملة في 31 أغسطس 2018. لكن تم تأجيل التوقيع بسبب الخلاف الثنائي حول اعتراف أستراليا بالقدس الغربية كعاصمة لإسرائيل، والتي أثارت احتجاجات دبلوماسية من إندونيسيا. تم توقيع الاتفاقية أخيرًا من قبل لوكيتا ووزير التجارة الأسترالي سايمون برمنغهام، بشرط التصديق عليها من قبل البرلمان الأسترالي ومجلس ممثلي الشعب الإندونيسي.
صدق البرلمان الأسترالي على الاتفاقية كجزء من مشروع قانون تعديل الجمارك لعام 2019 (إلى جانب الاتفاقيات مع بيرو وهونغ كونغ والصين)، في 26 نوفمبر 2019 تلقى مشروع القانون موافقة ملكية في 3 ديسمبر 2019. صادق مجلس ممثلي الشعب على الاتفاق في 6 فبراير 2020 خلال جلسة عامة. من المقرر أن تدخل المعاهدة حيز التنفيذ في أبريل 2020.

## وصلات خارجية
- تفاصيل اتفاقية الشراكة الاقتصادية الشاملة بين أستراليا وإندونيسيا (بالإنجليزية)